# Libreto

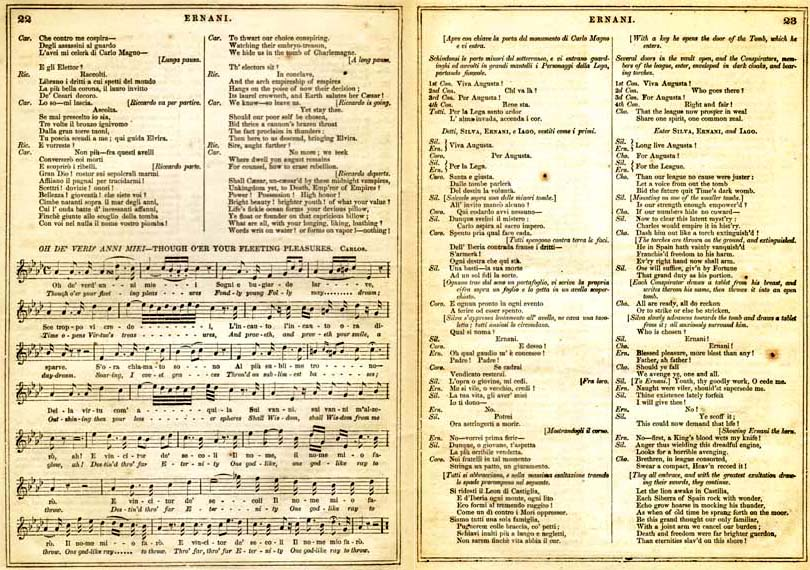
Ernani Libretto 1859.jpg
Descripción: páginas 22 y 23 de un libretto de Ernani por Giuseppe Verdi (1813 – 1901). Editor: Oliver Ditson & Co. 1859 Fuente: Escaneado
Licencia:Dominio público
Fecha:2010-09-09 21:23:29
Categorías:1859 opera libretti, Libretti of Ernani

El libreto (del italiano libretto, 'librito') es el texto que se canta o se declama, o alternativamente se canta y se declama, en obras musicales líricas, sacras o escénicas, tales como óperas, operetas, zarzuelas, singspiele, actos de ballet, musicales etc.
Este término suele referirse también al texto de un oratorio o incluso al texto que recoge la puesta en escena de un ballet. En el libreto de un musical, el texto hablado se llama guion o libro y el texto denomina lírico. 
Un buen libreto debe ser efectivo teatralmente y a la vez adaptarse a los requerimientos de la música. Varias obras se han concebido a la vez que el libreto, pero lo más frecuente es que el libreto sea una idea original o una adaptación libre de una obra teatral o de una novela. En el siglo XVIII, los libretos del italiano Pietro Metastasio fueron llevados a escena cientos de veces por distintos compositores. En otras épocas, los libretistas solían trabajar en estrecha colaboración con los compositores. Ejemplos de ello son el poeta francés Philippe Quinault con el compositor franco-italiano Jean Baptiste Lully; Pietro Metastasio, de Italia, con Johann Adolph Hasse, de Alemania; los italianos Carlo Goldoni y Baldassare Galuppi; Raniero di Calzabigi, de Italia, con Christoph Willibald Gluck, de Alemania; Lorenzo da Ponte, de Italia, con W. A. Mozart, de Austria; Eugène Scribe, de Francia, con el franco-alemán Giacomo Meyerbeer; los italianos Arrigo Boito y Giuseppe Verdi y Hugo von Hofmannsthal, de Austria, con Richard Strauss, de Alemania.
Entre las colaboraciones más significativas en el terreno de la opereta y el musical destacan las de Gilbert y Sullivan en el Reino Unido y las de Rodgers y Hammerstein en los Estados Unidos. Algunos compositores también han escrito sus propios libretos, como Richard Wagner, Hector Berlioz, Michael Tippett, Gian Carlo Menotti o Ruggero Leoncavallo.

## Otro dato interesante
- Historia de la ópera

- Datos: Q131084
- Multimedia: Librettos / Q131084